# Haldane Motor Company

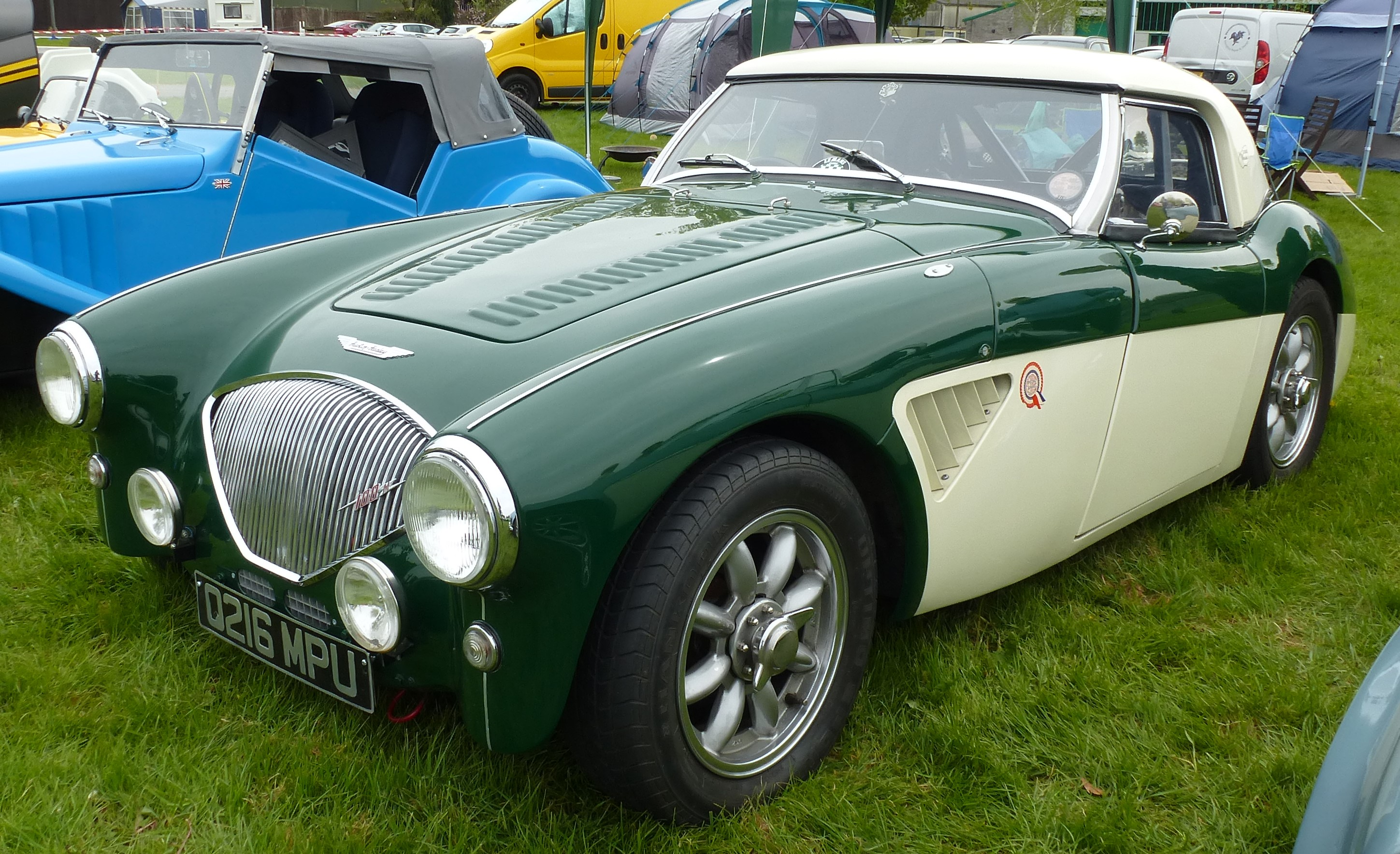
Haldane HD 100

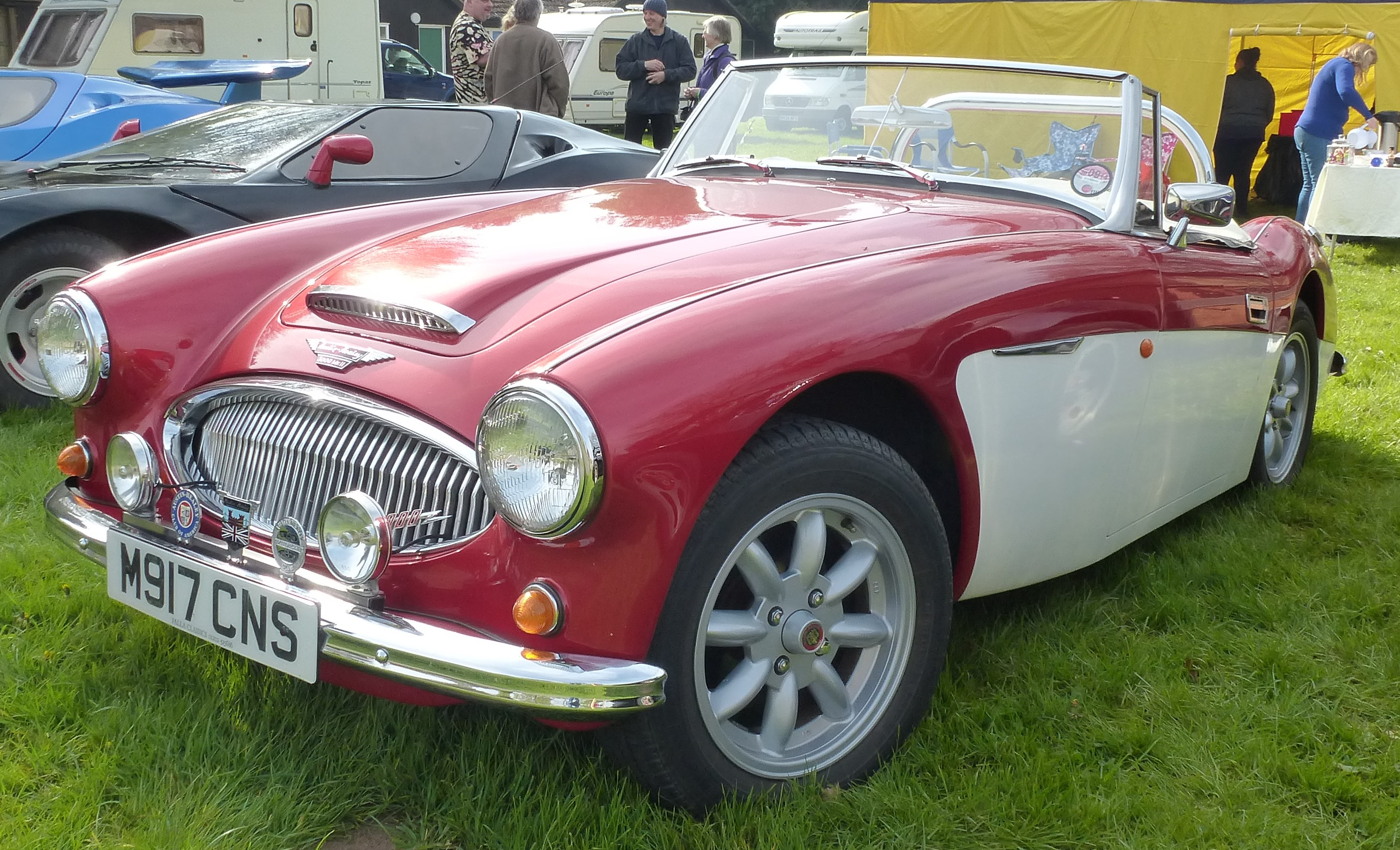
Haldane HD 300

Haldane Motor Company, zuvor Haldane Developments Limited, war ein britischer Hersteller von Automobilen.

## Unternehmensgeschichte
John Haldane gründete am 15. September 1988 das Unternehmen Haldane Developments Limited in Glasgow in Schottland. Er begann mit der Produktion von Automobilen und Kits. Der Markenname lautete Haldane. 1993 übernahmen Brian Harrison und Alisdair Scott die Produktion. 1994 folgte der Beginn der Liquidation und am 22. Januar 1999 die Auflösung. 1994 übernahm Pilgrim Cars das Unternehmen und führte es als Haldane Motor Company in Henfield in West Sussex weiter. 2008 endete die Produktion. Insgesamt entstanden etwa 136 Exemplare.

## Fahrzeuge
Das erste Modell war der HD 100. Dies war die Nachbildung des Austin-Healey 100. Auf ein selbst entwickeltes Fahrgestell wurde eine Karosserie aus Fiberglas montiert. Der Vierzylindermotor kam vom Vauxhall Chevette. Ab 1993 kam ein überarbeitetes Fahrgestell für die Aufnahme von Ford-Motoren heraus. Zwischen 1987 und 1994 entstanden etwa 100 Exemplare.
1991 ergänzte der HD 300 das Sortiment. Er war dem Austin-Healey 3000 nachempfunden und entsprach ansonsten dem ersten Modell. Bis 2008 entstanden etwa 36 Exemplare.